# 普魯士外交部
本文列出了普魯士的外交部長。1871年德意志帝國成立後，帝國總理通常兼任普魯士外交部長。然而在霍恩厄洛親王擔任總理期間（1894-1900），該職位由外交國務卿擔任。

## 列表
1. 埃瓦爾德·弗里德里希·馮·赫茨伯格 1768年-1791年
2. 奧古斯特·弗里德里希·費迪南德·馮·德·戈爾茨伯爵 1808-1814年
3. 卡爾·奧古斯特·馮·哈登伯格王子 1814年-1818年
4. 克里斯蒂安·岡瑟·伯恩斯托夫伯爵 1818-1832年
5. 弗里德里希·安西永 1832年-1837年
6. 海因里希·威廉·維特男爵 1837年-1841年
7. 莫蒂默·馬爾贊伯爵 1841年-1842年
8. 海因里希·馮·布洛男爵 1842年-1845年
9. 卡爾·恩斯特·威廉·馮·卡尼茨和達爾維茨 1845年-1848年
10. 阿道夫·海因里希·阿尼姆-博岑堡伯爵 1848年3月19日-21日
11. 海因里希·亞歷山大·馮·阿尼姆男爵 1848年3月21日-6月20日
12. 亞歷山大·馮·施萊尼茨男爵 1848年6月20日-27日
13. 魯道夫·馮·奧爾斯瓦爾德 1848年6月27日-9月7日
14. 奧古斯特·海因里希·赫爾曼·馮·登霍夫 1848年9月7日-11月2日
15. 弗里德里希·威廉·馮·勃蘭登堡伯爵 1848年11月20日-12 月
16. 弗朗茨·奧古斯特·艾希曼 1848年12月– 1849年2月23日
17. 海因里希·弗里德里希·馮·阿尼姆-海因里希斯多夫伯爵 1849年2月24日-5月3日
18. 弗里德里希·威廉·馮·勃蘭登堡伯爵 1849年5月3日-7 月
19. 亞歷山大·馮·施萊尼茨男爵 1849年7月3日-1850年9月26日
20. 約瑟夫·馮·拉多維茲 1850年9月26日-11月2日
21. 奧托·特奧多爾·馮·曼托菲爾男爵 1850年11月2日– 1858年9月5日
22. 亞歷山大·馮·施萊尼茨男爵 1858年9月5日– 1861年7月12日
23. 阿爾布雷希特·馮·伯恩斯托夫伯爵 1861年10月10日– 1862年10月8日
24. 奧托·馮·俾斯麥 1862年11月23日-1890年3月20日
25. 列奧·馮·卡普里維 1890年3月20日– 1894年10月29日
26. 阿道夫·赫爾曼·馬歇爾·馮·比伯斯坦 1894年10月29日-1897年10月19日
27. 伯恩哈德·馮·比洛 1897年10月19日– 1909年7月10日
28. 特奧巴爾德·馮·貝特曼-霍爾韋格 1909年7月14日– 1917年7月13日
29. 格奧爾格·米夏埃利斯 1917年7月16日-12月2日
30. 格奧爾格·馮·赫特林伯爵 1917年12月2日– 1918年10月3日
31. 馬克西米利安·馮·巴登 1918年10月3日-11月9日